# Hésychasme
L'hésychasme (du grec ancien ἡσυχασμός / hēsukhasmós, de ἡσυχάζω / hēsukházō, « se tenir tranquille, en repos ») est une pratique spirituelle mystique enracinée dans la tradition de l'Église orthodoxe et observée par l’hésychaste).
L'hésychasme vise la paix de l'âme ou le silence en Dieu. Cet usage trouve son expression dans la Philocalie des Pères neptiques, recueil de traités et de conseils concernant la vie spirituelle et la pratique de la prière.

## Doctrine
La recherche de l'hésychia peut être comprise de deux façons : soit comme la recherche des conditions extérieures de la tranquillité, soit comme l'état intérieur correspondant. Ces deux sens ne sont pas séparables.
Le premier, le plus littéral, consiste à fuir les hommes (selon la Parole donnée à Arsène, lorsqu'il demande les conditions du salut : « Fuis les hommes, demeure en silence, tiens-toi en repos »), s’éloigner des tentations mondaines : c’est la voie des moines, lieu par excellence de l'épanouissement de la spiritualité hésychaste.

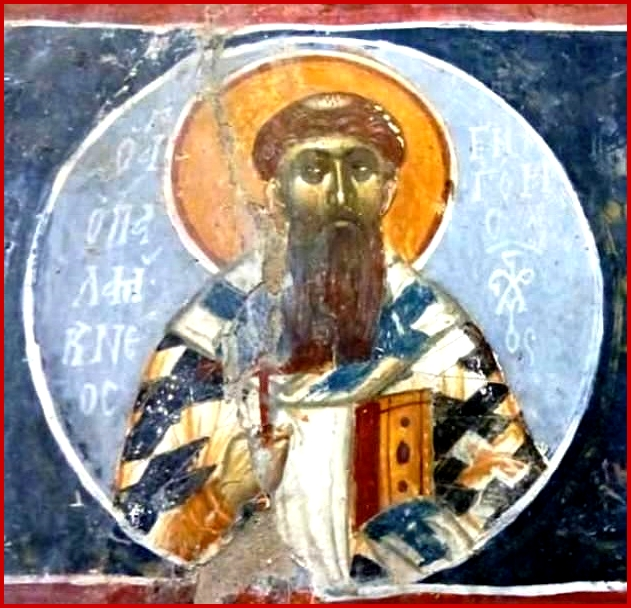
Grégoire Palamas, fresque de l'église Saint-Georges de Kastoriá, XIVe siècle.

Cependant, l’hésychasme n’est pas une spiritualité réservée aux moines : les grands théologiens de l’hésychasme, comme Grégoire Palamas, ont toujours insisté sur l’obligation commune aux laïcs et aux moines de « prier sans cesse ». La vocation de l’homme, sa divinisation, est unique et universelle, c'est-à-dire qu'elle est la même pour tous les êtres humains, quel que soit notre état. De plus, la fuite du monde dans un lieu de repos n’est donc pas la fin de la voie hésychaste, elle n’en est que le moyen. Si la fuite du monde est un moyen privilégié, la fin véritable de l'hésychasme est le repos de l’âme en Dieu, l’acquisition de la Paix du Christ. « Je vous donne la paix, je vous donne ma paix, non pas comme le monde la donne. » Cette paix s'acquiert par la présence du Saint-Esprit dans le cœur, préparé à une si grande visite par la vigilance intérieure de l'âme envers ses pensées (la nepsis).
La doctrine hésychaste repose sur une anthropologie et une théologie : la possibilité pour l'homme d'atteindre l'union avec Dieu, d'être déifié. C'est là, selon la spiritualité hésychaste, le sens de l'humanité et la raison de l'Incarnation de Dieu : « Dieu s'est fait homme, pour que l'homme puisse devenir Dieu », selon l’adage des Pères de l’Église, Athanase d'Alexandrie et Grégoire Palamas. 
Elle s'appuie par ailleurs sur un enseignement pratique et ascétique, s'enracinant historiquement dans la spiritualité des premiers Pères égyptiens, sur la « garde du cœur » et la « prière ininterrompue ». Cette pratique spirituelle n'est pas séparable de la théologie de la déification des Pères grecs.

## Histoire de l'hésychasme

### Une spiritualité monachique
L’enracinement monachique de la spiritualité chrétienne peut sembler paradoxal, quand on sait que les premières communautés chrétiennes ignoraient le monachisme (alors que ce mode de vie n’était pas inconnu de la culture juive de l’époque). Le désert était considéré comme le lieu du diable, d'où Dieu fit sortir Israël. Si les prophètes s’y aventuraient, c’était pour l’affronter, faire reculer son territoire. Le désert qu’affrontaient les chrétiens des premiers siècles, c’était l’hostilité de ce monde. Quand le christianisme, au IVe siècle, est accepté, les anachorètes devinrent plus nombreux. Ceux-ci continuaient la traversée du désert commencée dès les premiers siècles, contre le risque de l'assoupissement de l'Église dans le monde soudain accueillant. L’Église adopta la spiritualité des moines, qui en devinrent l'avant-garde spirituelle.

### Les Pères égyptiens

#### Antoine le Grand

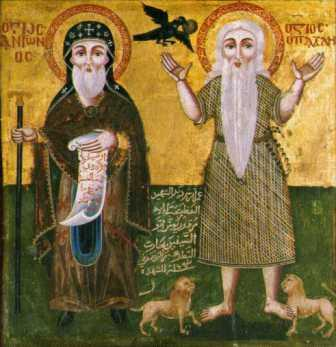
Antoine le Grand et Paul l'Ermite, icône copte, XIVe siècle.

Parangon de ceux qui partirent au désert pour y affronter le démon, et sortirent de ce combat illuminés d'une grande paix intérieure et d'une capacité de discernement qui attirèrent autour d'eux les âmes en quête du salut, Antoine le Grand est réputé comme étant le premier moine, celui qui inaugura une nouvelle forme de martyre, celle-ci s'exprimant par l'ascèse intérieure et par la confrontation volontaire avec les démons. C'est un traité attribué à Antoine le Grand qui ouvre la Philocalie des Pères neptiques. 
Selon le témoignage d'Athanase d'Alexandrie, Antoine découvrit sa vocation en entendant à l'église la parole du Christ : « Si tu veux être parfait, va-t'en, vends tout ce que tu as, distribue-le aux pauvres, puis viens et suis-moi ! » (Évangile selon Matthieu, XIX, 21). Après avoir été frappé par cette parole, il distribue tous ses biens et s'isole dans un cimetière, vivant dans un tombeau. Plus tard, il s'isole plus loin encore, dans le désert de l'Égypte.

#### Évagre le Pontique
Évagre (346-399) fut formé auprès des Cappadociens, Basile de Césarée (qui l'ordonne lecteur) et Grégoire de Nazianze (qu'il considère comme son maître) dit le Théologien. Il s'est par ailleurs lié d'amitié avec Grégoire de Nysse. Son surnom, « le Pontique », est lié à son origine de la province du Pont en Asie Mineure. Après avoir occupé des charges à Constantinople, il part dans un monastère au Mont des Oliviers. À la suite d'une maladie, il part ensuite vivre dans le désert en Égypte.
La psychologie d'Évagre aura une grande influence sur toute la spiritualité chrétienne. Le combat spirituel est un combat intérieur, s'exerçant par une vigilance constante à l'égard de nos pensées. Selon lui, il ne nous appartient pas tant d'avoir de mauvaises pensées, que de les laisser obscurcir notre esprit et d'y consentir. Évagre distingue huit pensées fondamentales, qui sont autant de maladies de l'âme, de déviations de son désir du Bien qui n'est autre que Dieu, et sont donc autant d'obstacles à la vie spirituelle authentique. 

« Huit sont en tout les pensées qui comprennent toutes les pensées : la première est celle de la gourmandise, puis vient celle de la fornication, la troisième est celle de l’avarice, la quatrième celle de la tristesse, la cinquième celle de la colère, la sixième celle de l’acédie, la septième celle de la vaine gloire, la huitième celle de l’orgueil. Que toutes ces pensées troublent l’âme ou ne la troublent pas, cela ne dépend pas de nous ; mais qu’elles s’attardent ou ne s’attardent pas, qu’elles déclenchent les passions ou ne les déclenchent pas, voilà qui dépend de nous. »

Cette division en huit pensées sera reprise par Jean Cassien (dit le Romain) et deviendront, transformées, les 7 péchés capitaux. L'homme libéré de la domination de ces passions atteint un état de quiétude qu'Évagre qualifie d'apatheia. Les passions, nécessaires au corps, n'ont pas à être supprimées, mais ne doivent pas nous dominer, ni devenir excessives. La fleur de l'apatheia, c'est l'amour.
Voici quelques extraits de ses Chapitres sur la prière :

« La prière est un rejeton de la douceur et de l'absence de colère. 
La prière est le fruit de la joie et de l'action de grâces. 
La prière est l'exclusion de la tristesse et du découragement. 
Si tu aspires à prier, renonce à tout pour obtenir le tout. 
Celui qui prie en esprit et en vérité ne glorifie plus le Créateur à partir des créatures, mais c'est de Dieu même qu'il loue Dieu. 
Si tu aspires à prier, ne fais rien de tout ce qui est incompatible avec la prière, afin que Dieu s'approche et fasse route avec toi. 
Ne te figure pas la divinité en toi quand tu pries, ni ne laisse ton intelligence subir l'impression d'aucune forme ; mais va immatériel à l'immatériel, et tu comprendras. 
Heureux le moine qui tient tous les hommes pour Dieu, après Dieu. 
Heureux le moine qui regarde le salut et le progrès de tous comme le sien propre, en toute joie. 
Moine est celui qui est séparé de tous et uni à tous. 
Est moine celui qui s'estime un avec tous, par l'habitude de se voir lui-même en chacun. 
Quand tu seras parvenu dans ta prière au-dessus de toute autre joie, c'est alors qu'en toute vérité, tu auras trouvé la prière. »

### Cassien le Romain: pont entre l'Égypte et l'Occident
Jean Cassien est un pont entre l'Orient et l'Occident. Il fut à la fois le disciple des moines du désert d'Égypte (et particulièrement Évagre) et de saint Jean Chrysostome. C'est dans ses écrits que l'on trouve l'un des plus anciens témoignages concernant la prière perpétuelle à partir d'une phrase courte : il associe l'enseignement des Pères grecs à la pratique ascétique des pères égyptiens. Opposé à Augustin sur la doctrine de la prédestination et de la liberté humaine, sa place fut minorée dans l'Église catholique malgré l'influence décisive qu'il eut sur des personnalités aussi importante que saint Dominique et même Thomas d'Aquin. Au sein de l'Église orthodoxe, c'est au contraire saint Jean Cassien et non Augustin, qui représente la juste foi des Pères : le salut n'est possible que par la synergie de la volonté humaine et divine.
Jean Cassien est né au IVe siècle (vers 360/365) dans l'actuelle Roumanie. Lors d'un séjour au désert de Scété en Égypte, il y devient le disciple de l'abbé Paphnuce. Il prend conscience de l'insuffisance de l'enseignement qu'il avait reçu jusqu'alors dans les monastères. On lui avait appris à renoncer au monde et quelque enseignement dans la lutte contre les passions, mais non pas à s'élever jusqu'à l'union intime avec Dieu.
Cassien vécut la fin de sa vie à Marseille, en France. C'est de là qu'il va transmettre à l'Occident l'enseignement pratique et ascétique qu'il reçut en Égypte.

#### Sur la liberté
Cassien défendait l'existence d'une certaine forme de libre arbitre présent avant l'Incarnation : l'image de Dieu en l'homme était obscurcie mais non pas détruite. 
« On ne doit pas penser que Dieu ait créé l’homme de telle façon qu’il ne puisse jamais accomplir, ni même vouloir le bien. Sinon il ne lui aurait pas concédé le libre arbitre s’il ne lui avait donné que de pouvoir et vouloir le mal, mais non, de lui-même le bien » (Coll., 13, 12).
Selon Cassien, la grâce ne détruit pas le libre arbitre, mais le soutient : 
« Faisons une comparaison avec l’incomparable bonté de notre créateur, par un exemple humain. Il ne s’agit pas d’y trouver une égale tendresse, mais quelque ressemblance avec sa bienveillance. Une mère aimante et attentive garde longtemps son petit enfant sur les genoux ; elle lui apprend enfin à marcher ; à la vérité, elle lui permet d’abord de ramper. Puis, elle le met debout, le soutenant de la main droite pour qu’il s’exerce à faire des pas successifs. Bientôt, elle le lâche un peu, le reprenant aussitôt si elle le voit tituber. S’il vacille, elle le retient ; s’il tombe, elle le redresse, ou l’empêche de s’affaler, ou encore le laisse doucement tomber pour le relever après sa chute. Cependant, sa force s’affermit au cours de l’enfance, de l’adolescence, et de la jeunesse. Elle lui fait alors porter des poids, s’exercer à des travaux qui ne le fatigueront pas et lui permet de se mesurer à ses compagnons. Combien plus notre Père céleste distingue-t-il celui qu’il doit porter dans sa grâce et celui qui, en sa présence, s’exercera à la vertu par le choix de sa libre volonté ; tout en secourant celui qui peine, en exerçant celui qui l’invoque, il n’abandonne pas celui qui le cherche, et parfois le retire du danger, même à son insu » (Coll., 13, 14).
Fidèle à l'enseignement de saint Jean Chrysostome, Jean Cassien défend la nécessité d'une synergie entre la volonté de l'homme et de Dieu :
« Dès que Dieu a perçu en nous le moindre germe de bon vouloir, il verse en lui sa lumière, l’affermit, nous attirant au salut, faisant grandir cette semence, soit qu’il l’ait semée lui-même, soit qu’il l’ait vu pousser par notre effort » (Coll., 13, 8).

#### Thérapeutique des passions
Cassien rapporte l'enseignement des Pères égyptiens dans la lutte contre les passions. Il ne s'agit pas simplement de les condamner. Les passions sont des maladies de l'âme. La guérison nécessite leur connaissance et leur étude, afin d'en acquérir une science médicale. Semblables aux plus habiles médecins, les pères spirituels ne doivent pas se contenter « de soigner les maladies déclarées, ils vont au-devant de celles qui menacent, et savent les prévenir par leurs conseils et leurs remèdes ».
Il faut pour cela expliquer « les différentes sortes de maladies », « leur origine et leurs causes », sans quoi « il sera impossible de donner des remèdes aux malades et de conserver la santé de ceux qui se portent bien ». Les autres sont alors non la cause, mais les révélateurs de nos maladies, et en tant que tels sont une aide bénéfique. « La conduite du prochain ne nous porterait jamais au péché, si nous n’avions dans notre cœur le principe de toutes les fautes. »
Cassien reprend la classification en huit mauvaises pensées fondamentales, engendrant toutes les autres pensées. Ces huit pensées (ou vices) peuvent être réparties selon les facultés de l'âme, celles qui concernent le concupiscible, l'irascible et l'esprit.

« Les orgies et l’ivrognerie viennent de la gourmandise ; les grossièretés, les bouffonneries, les moqueries et les sottises, naissent de la luxure ; l’avarice engendre le mensonge, la tromperie, le vol, les faux témoignages, la recherche de gains malhonnêtes, les violences, la dureté, la cupidité ; la colère suscite homicides, clameurs, indignations ; la tristesse enfante la rancune, l’amertume, la pusillanimité, le désespoir ; l’acédie fait naître l’oisiveté, la somnolence, l’importunité, l’agitation inutile, le vagabondage, l’inconstance, corporelle ou spirituelle, le bavardage, la curiosité ; la vaine gloire est la mère des querelles, des sectes, de l’arrogance, du parti pris pour les nouveautés ; quant à l’orgueil, il produit le mépris, l’envie, l’insoumission, les blasphèmes, les critiques, le dénigrement. »

1) L'esprit de gourmandise
Le combat spirituel commence donc par le jeûne modéré, en s'efforçant de convertir son esprit vers des sujets lui faisant oublier les biens terrestres : 
« Nous ne pourrons jamais repousser les tentations de la gourmandise, si notre âme ne trouve pas, en s’appliquant à la contemplation divine, une joie plus grande dans l’amour des vertus et dans la beauté des choses célestes. Celui qui méprise comme périssables les choses présentes et qui regarde sans cesse celles qui sont immuables et éternelles, pourra déjà goûter en lui-même, quoiqu’il soit encore dans une terre fragile, le bonheur qui l’attend au ciel ».
Ce jeûne est autant corporel que psychique (colère, médisance, envie, etc.).
2) L'esprit de luxure
Il ne s'agit pas seulement de l'acte, mais de l'attitude, de la manière dont nous regardons les femmes, selon la Parole du Christ lui-même : « Celui qui regarde une femme avec un mauvais désir a déjà commis l’adultère dans son cœur. » (Mt 5, 2). Il s'agit donc de « garder son cœur ».
3) L'esprit d'avarice
Au contraire des autres passions, qui appartiennent en partie à notre nature, celle-ci n'est pas naturelle. Elle commence par de petits soucis.
4) L'esprit de colère
Il nous est permis une seule colère : celle que nous dirigeons contre les mauvaises pensées. Un danger consiste à vouloir échapper à la colère dans la solitude. Nous attribuons alors la faute de notre colère à nos frères plutôt qu'à notre impatience. Pour éviter la colère, nous ne devons pas exiger ni chercher la perfection de notre prochain, mais la nôtre ; ce n'est pas la patience des autres qu'il nous faut développer mais notre propre douceur. Il ne faut pas croire qu'il existe des colères justes envers le prochain, car alors nous prenons le risque de l'aveuglement : « Il faut que l’athlète du Christ qui veut bien combattre, déracine en lui la colère. Le remède le plus parfait pour guérir cette maladie, est de croire d’abord qu’il ne nous est jamais permis de nous irriter pour des causes justes ou injustes ; car nous devons savoir que nous perdrons la lumière de la discrétion, la sûreté du conseil, l’honnêteté même et le sentiment de la justice, dès que cette passion aveuglera notre cœur. Elle troublera bientôt la pureté de notre âme qui ne pourra plus être le temple du Saint-Esprit. Il ne nous sera plus permis de prier, et Dieu ne nous écoutera pas, tant que nous serons en colère ».
5) L'esprit de tristesse
La tristesse peut avoir une cause connue : « un mouvement de colère, que nous avons eu, un désir trompé, un profit perdu, le regret de n’avoir pas obtenu ce que nous avions espéré » ; mais aussi aucune cause apparente : « Quelquefois, sans aucune cause apparente qui puisse nous faire tomber dans cet état fâcheux, la malice du démon nous jette tout à coup dans un tel abattement, que nous ne pouvons plus recevoir avec notre joie ordinaire les personnes que nous aimons le mieux ». C'est une illusion de croire que fuir les relations nous rendra notre bonheur : ce n'est pas par la fuite des hommes, mais par la patience que s'acquiert la perfection du cœur. La patience, une fois acquise, nous fait conserver la paix même au milieu de ceux qui n'en ont aucune. Tandis que si l'on fuit, nous ne l'acquerrons jamais, nous serons capable de nous mettre en colère même envers des gens meilleurs que nous. Par ailleurs, « les occasions de trouble qui nous feraient fuir les hommes, ne nous manqueront jamais dans nos rapports avec eux ; mais en nous en séparant, nous n’éviterons pas les causes de notre tristesse ; nous en changerons seulement ».
Il existe cependant une bonne tristesse, celle qui accompagne le deuil de la beauté et du bien perdu lors de notre chute. Cette douleur s'accompagne toujours de douceur et de bonté.
6) L'esprit d'acédie
C'est « l'ennui, l'engourdissement du cœur ». Elle est une forme de dégoût, de paresse. Dégoût pour le travail, pour sa demeure (lassitude), envers ses frères... Le moine pris d'acédie se plaint de ne pas arriver à travailler, mais reporte la faute sur son environnement. Souvent, le moine pris d'acédie ressent une continuelle fatigue et un fort besoin de manger. Il ne pense plus qu'à manger. Il est incapable de demeurer sur une même tâche.
Le travail manuel est l'un des meilleurs remèdes contre l'acédie.
« Saint Paul, ce grand médecin des âmes, connaissait dès l’origine cette contagion de l’acédie qui pouvait les atteindre, et l’Esprit Saint lui révéla sans doute qu’elle ferait des ravages parmi les moines. Aussi se hâte-t-il de la combattre par les conseils les plus salutaires. En écrivant aux Thessaloniciens, il commence comme un habile médecin, à traiter doucement ses malades et à les encourager par de bonnes paroles. Il les loue d’abord de leur charité, afin de calmer ainsi l’inflammation du mal et de pouvoir leur appliquer des remèdes plus énergiques, lorsque l’irritation de l’amour-propre ne sera plus à craindre. Il cherche à guérir par ses conseils salutaires ses enfants malades, en leur disant : « Nous avertissons ceux qui vivent (dans l’oisiveté) et nous les conjurons, par Notre Seigneur Jésus-Christ, de manger leur pain, en travaillant paisiblement » (2 Th 3, 12). Par ce précepte du travail, cet admirable médecin des âmes guérit toutes les plaies que cause l’acédie ; il sait bien que toutes les autres maladies qui naissent sur cette tige maudite disparaîtront dès que leur racine sera détruite ».
Les moines d'Égypte ne restaient jamais oisifs, mais s'occupaient de gagner par eux-mêmes leur nourriture. Ils travaillent même plus qu'ils n'en ont besoin pour leur propre survie, et font don du surplus aux régions atteintes de la famine ou aux prisonniers.
7) L'esprit de vaine gloire
Ce vice est un des plus difficiles à vaincre, car il s'attache aussi bien aux vertus. Par ailleurs, les occasions de l'éveiller ne manquent pas. Elle s'arme de l'imagination. L'envie y est attachée, car il s'agit d'être en concurrence avec son prochain. Pour lutter contre la vaine gloire, il faut éviter tout ce qui, dans nos rapports avec nos frères, pourrait nous faire remarquer.
8) L'esprit d'orgueil
Contre l'orgueil, qui s'attache aux vertus, il n'est que la crainte de Dieu, la douceur et la simplicité.

#### La prière continuelle
On trouve chez saint Jean Cassien l'une des premières formulations de ce qu'on appellera la prière monologique. Cette prière consiste à répéter continuellement une formule courte. Cette formule, répétée tout le long du jour, permet de garder continuellement le souvenir de Dieu au milieu de toutes nos occupations. Si elle semble inconnue de saint Jean Cassien, la tradition hésychaste privilégiera par la suite comme prière la répétition de la prière dite "de Jésus" : "Seigneur Jésus Christ, Fils de Dieu, fais-nous miséricorde."  

« Tout moine qui vise au souvenir continuel de Dieu doit s’accoutumer à murmurer intérieurement et à repasser sans cesse dans son cœur la formule que je vais vous livrer, et chasser pour cela la multitude des autres pensées, car il ne pourra s’y tenir que s’il s’affranchit de tous les soucis et sollicitudes du corps. C’est là une doctrine à laquelle nous avons été initiés   par les rares survivants des plus anciens Pères, et que nous ne livrons de même qu’à de rares privilégiés, qui aient vraiment soif de la connaître. »

« Pour conserver continuellement le souvenir de Dieu, vous devez donc sans cesse garder présente dans votre esprit cette sainte formule : Mon Dieu, viens à mon aide ; Seigneur : hâte-toi de me secourir (Psaume 69, 2). Ce n’est pas sans raison que ce verset a été choisi parmi toute l’Écriture Sainte. Il exprime tous les sentiments que peut concevoir la nature humaine, il convient parfaitement à tous les états et à toutes les tentations. On y trouve l’invocation de Dieu contre tous les dangers, l’humilité d’une humble et pieuse confession, la vigilance qui procède d’une attention et d’une crainte continuelles, la   considération de notre fragilité, la confiance d’être exaucé, l’assurance d’un secours toujours présent et prêt à intervenir. Car celui qui invoque sans cesse son Protecteur est assuré de l’avoir toujours présent. »

#### La prière pure
La prière pure est l'activité spirituelle, du mens (l'esprit), et non de l'anima (l'âme psychique, le siège des sentiments).
L'homme qui a atteint la prière pure n'a plus conscience de prier. Cassien rapporte cette parole de saint Antoine le Grand : "Il n'a pas atteint la perfection de la prière, celui qui a conscience qu'il prie." La prière pure exclut tout concept autant que toute image. 
"Non seulement cette prière n’est habitée par aucune image, mais encore elle se fait sans le moyen des paroles ou des expressions ; elle s’élance toute de feu, dans une continuelle vivacité de l’esprit, une tension de l’âme avec un indicible transport. Emportée en dehors des sens, et de toute chose visible, elle s’écoule vers Dieu par des soupirs et d’ineffables gémissements"
"Tel doit être le but du solitaire ; c’est à quoi doit tendre tout son effort : mériter de posséder dès cette vie, une image de la future béatitude, et d’avoir comme un avant-goût, dans son corps mortel, de la vie et de la gloire du ciel. Tel est, dis-je, le terme de toute la perfection : que l’âme soit à ce point délestée des pesanteurs charnelles, qu’elle monte chaque jour vers les sublimes réalités spirituelles, jusqu’à ce que toute sa vie, tout le mouvement du cœur deviennent une prière unique et ininterrompue »

### Diadoque de Photicé
Saint Diadoque de Photicé fut, selon le mot de Meyendorf, « l'un des grands popularisateurs de la spiritualité du désert dans le monde byzantin ». Évêque de Photicé en Épire, au Ve siècle, il participa au concile de Chalcédoine en 451. Il y défend l'union de la nature humaine et divine dans le Christ Jésus. Il s'opposa par ailleurs au messalianisme. Contre les messaliens, il affirma l'insuffisance de la seule prière dans la voie de l'union à Dieu et la nécessité de la participation aux saints sacrements.
Selon saint Diadoque de Photicé, la grâce nous est déjà donnée par le baptême, la communion, mais la pratique de la prière nous permet d'actualiser notre ressemblance avec Dieu, de l'amener à sa perfection :

« Tous les hommes, nous sommes à l'image de Dieu (Genèse, 1,27). Mais être à la ressemblance est le propre de ceux-là seuls qui, par beaucoup d'amour, ont asservi à Dieu leur liberté. Quand, en effet, nous ne sommes pas à nous-mêmes (1 Corinthiens 6:19), alors nous sommes semblables à Celui qui nous a réconciliés avec Lui (2 Corinthiens 5,18) par amour. »

« Par le baptême de la nouvelle naissance, la sainte grâce nous accorde deux biens, dont l'un surpasse infiniment l'autre. Mais le premier, elle nous le donne tout de suite : car elle nous renouvelle dans l'eau même et fait briller tous les traits de l'âme, c'est-à-dire l'image de Dieu, en effaçant tous les plis de notre péché. Quant à l'autre, elle attend de le mettre en œuvre avec nous : c'est la ressemblance. »

« La grâce cache sa présence chez les baptisés, dans l'attente du propos de l'âme : quand l'homme tout entier s'est tourné vers le Seigneur, alors, avec un sentiment indicible, elle manifeste sa présence au cœur... Là dessus, si l'homme commence à avancer par l'observation des commandements et invoque sans trêve le Seigneur Jésus, alors le feu de la grâce divine s'étend même aux sens extérieurs du cœur. »

Diadoque de Photicé, à la pratique de la prière continuelle dont Jean Cassien donnait l'un des premiers témoignages, associe le Nom de Jésus. Le souvenir du Nom devient le centre même de cette prière continuelle.

« L’intellect exige absolument de nous, quand nous fermons toutes   ses issues par le souvenir de Dieu, une œuvre qui doive satisfaire son besoin   d’activité. Il faut donc lui donner le "Seigneur Jésus" comme la seule   occupation qui réponde entièrement à son but. Personne en effet, est-il écrit, ne   dit "Jésus est Seigneur", si ce n’est dans l’Esprit-Saint (1 Co   12, 3). Mais qu’en tout temps il contemple si exclusivement cette parole dans ses   propres trésors qu’il ne se détourne vers aucune imagination. Tous ceux, en effet,   qui méditent sans cesse dans la profondeur de leur cœur, ce saint et glorieux Nom,   ceux-là peuvent aussi voir enfin la lumière de leur propre intellect. Car, maintenu avec   un soin étroit par la pensée, il consume, dans un sentiment intense, toute la souillure   qui couvre la surface de l’âme ; et en effet, Notre Dieu, est-il dit, est   un feu dévorant (Dt 4, 24). Par suite, désormais, le Seigneur sollicite l’âme   à un grand amour de sa propre gloire. Car lorsqu’il persiste, par la mémoire   intellectuelle, dans la ferveur du cœur : ce Nom glorieux et si désirable implante   en nous l’habitude d’en aimer la bonté sans que rien désormais ne s’y   oppose. C’est là en effet la perle précieuse qu’on peut acheter en vendant   tous ses biens, pour jouir, à sa découverte, d’une joie ineffable. »

Cette invocation, soutenue par l'aide surnaturelle de la grâce, doit pouvoir se faire même pendant le sommeil :

« Car elle porte alors cette grâce qui médite avec l'âme et appelle avec elle "Seigneur Jésus-Christ" comme une mère apprendrait à son fils et répéterait avec lui le nom "Père" jusqu'à ce que, au lieu de tout autre langage enfantin, elle le rende capable d'appeler clairement son père, même pendant son sommeil. »

### Grégoire de Nysse
Grégoire de Nysse interroge le mystère de la paradoxale connaissance de Dieu. L'homme qui s'approche de Dieu ne peut que ressentir sa transcendance, mais cette approche même est le signe que le Dieu vivant, dans son amour, se communique à l'homme. Si l'homme peut connaître Dieu, ce n'est jamais dans la nature même de Dieu, au-delà de toute saisie, de toute essence, mais dans les énergies divines par lesquelles la divinité se communique. Cette distinction entre la nature divine et ses énergies sera reprise par saint Grégoire Palamas.

« La plupart des gens croient que le terme de "Divinité" s'applique à proprement parler à la nature divine... Mais nous, nous suivons les indications de l'Écriture et nous savons que cette nature est innommable et indicible ; nous disons que tout nom divin, qu'il soit inventé par les hommes ou transmis par l'Écriture, est l'interprète des réalités que l'on saisit autour de la nature divine, tandis que le sens de la nature elle-même n'est pas compris par lui... Donc puisque nous concevons les diverses énergies de la Puissance transcendante, nous tirons les appellations de chacune des énergies qui nous sont connues... »

Si Dieu se laisse connaître dans la prière pure, si l'état accompli du chrétien repose dans l'union intime avec Dieu, cette présence intime de Dieu dans le Cœur "ne peut jamais être autre chose qu'un acte (energeia) libre de Dieu qui reste inaccessible dans son essence".

### Grégoire Palamas
L’objectif le plus élevé de la voie hésychaste est la connaissance par expérience de Dieu. Au XIVe siècle, la possibilité de cette expérience de Dieu a été contestée par un moine calabrais, Barlaam. Celui-ci, bien que membre de l'Église orthodoxe, était fortement influencé par la théologie scolastique occidentale. Il affirmait que notre connaissance de Dieu ne pouvait être que propositionnelle. La pratique de l’hésychasme a été défendue par saint Grégoire Palamas, dont le nom est fêté le deuxième dimanche du Grand Carême orthodoxe. Il est considéré comme le principal représentant de la tradition hésychaste.
Barlaam le Calabrais, évoquant certaines pratiques « psychophysiques », s'était moqué des hésychastes, en les traitant d'« omphalopsyques », conjonction du grec ancien ὀμφαλός / homphalós, « ombilic, nombril », et de ὀπτός / optós, « visible » , littéralement ceux dont l'âme est dans le nombril, les accusant de prétendre voir Dieu en contemplant leur nombril .

### Païssy Vélichkovsky
Saint Païssy Velitchkovsky et ses disciples répandirent l’hésychasme en Russie et en Roumanie, même si la pratique de la prière de Jésus était déjà connue en Russie, comme l’atteste la pratique autonome de saint Seraphim de Sarov.

### La tradition hésychaste dans l’Église d’Occident
Si saint Jean Cassien n'est pas représenté dans la Philocalie des Pères neptiques à l'exception de deux brefs extraits, cela est probablement dû au fait qu'il écrivait en latin. Cependant, ses œuvres (Les institutions cénobitiques et les Conférences) sont la transmission des doctrines ascétiques des moines d'Égypte, et en particulier d'Évagre à l'Occident. Ces ouvrages ont constitué la base d'une grande partie de la spiritualité de l'Ordre de saint Benoît et des ordres qui en ont dérivé. Ainsi, la tradition de saint Jean Cassien en Occident concernant la pratique spirituelle de l'ermite peut être considérée comme une tradition parallèle et puisant ses origines dans la même source que celle de hésychasme pour l'Église orthodoxe.
Par ailleurs, la théologie catholique enseigne, suivant le saint catholique Thomas d'Aquin, que la grâce divine est toujours créée et que l'essence divine est acte pur, ce qui a pour conséquence d'unir les deux phénomènes en un seul.
Ainsi, la distinction entre « essence » et « énergie » en Dieu, exprimée par le saint orthodoxe Grégoire Palamas (dans sa Défense des hésychastes) n'a jamais été reconnue par l'Église catholique. Cette distinction permet de rendre compte, selon l'enseignement de l'Église orthodoxe, de la possibilité pour l'homme de participer aux énergies de Dieu, sans jamais prétendre accéder à son essence, au-delà de toute chose et inconnaissable. 
Cependant, et indépendamment de cette distinction - certes essentielle dans la compréhension de l'Église orthodoxe - la spiritualité hésychaste, du fait de sa richesse et de son ampleur, s'est fait connaître en dehors des frontières de l'Église orthodoxe. Elle a pu être appréciée par des spirituels catholiques, particulièrement si l'on en donne une définition élargie comme la « recherche de la paix en Dieu ». C'est ainsi qu'un livre écrit par un frère Carme la comprend comme « voie de la tranquillité ». En ce sens, peut-il écrire sur son universalité : 

« Aussi, très pédagogiquement, le Christ dit à Arsène : « Reste tranquille ! », ce qui en grec se dit « hésuchasé ! » Cette pratique est à l'origine de l'hésychasme, courant monastique de solitude qui, en réalité se confond avec les origines mêmes du monachisme oriental. Ce fondement se retrouve dans toute vie et recherche authentique de Dieu, en Orient comme en Occident. Il ne peut y avoir de vie monastique, de vie de solitude ou de vie de relation authentique à Dieu sans cette ascèse de la disponibilité à son œuvre créatrice en nous, sans rester tranquille sous sa main puissante. »

## L'anthropologie hésychaste
Il s'agit, par un certain mode de vie, de rétablir l'être humain tel que Dieu l'a créé avant sa chute, « à son image et à sa ressemblance » (Genèse, 1:26). Selon la voie hésychaste, l'être humain peut non seulement rétablir en lui l'image de Dieu, mais devenir comme « participant de la nature divine » (2 Pierre, 1:4). Selon l'Église orthodoxe, en effet, l'Incarnation de Dieu dans le Christ avait comme finalité de permettre à la nature humaine d'être déifiée. La voie hésychaste n'est pas autre chose que la voie de cette déification, voie d'union à Dieu. Cependant, cette union est une union d'amour. Il s'agit d'une voie d'humilité, où l'on demande à Dieu de venir habiter dans notre corps (« temple du Saint Esprit » selon Saint Paul, 1 corinthiens 6:19). Il ne saurait s'agir d'une technique ou d'une méthode permettant d'accéder à la divinité par ses propres forces. Il s'agit au contraire d'apprendre à s'ouvrir à la divinité, afin que ce ne soit plus notre volonté propre qui travaille en nous, mais la volonté de Dieu.

## La théologie hésychaste
La théologie hésychaste est inséparable d'une ascèse, c'est-à-dire d'une pratique. Devenir réellement théologien, ce n'est pas lire des livres, c'est éprouver la vérité de la théologie dans l'expérience de la prière. C'est ce qu'affirma Évagre, dans ses Chapitres sur la prière : « Si tu es théologien, tu prieras vraiment, et si tu pries vraiment, tu es théologien. » La théologie n'est donc pas affaire de spécialistes, d'universitaires, mais l'affaire de tous chrétiens, dont le sens de l'existence est la connaissance de Dieu, une connaissance non pas livresque, mais intime, intérieure, dans le cœur.

## La Prière hésychaste
En guise d'introduction, voici le propos du théologien Kallistos Ware :

« De même qu'il y a dans l'homme trois éléments, il y a trois principaux degrés de prière  : la prière vocale ou corporelle, la prière de l'intellect, la prière du cœur (ou de l'intellect dans le cœur) qui est la prière spirituelle. (note de l'auteur : la prière est une réalité vivante, une rencontre personnelle avec le Dieu vivant ; elle ne saurait donc être enfermée dans les limites d'une analyse rigide. La classification donnée ici ne vaut donc qu'à titre d'indications générales. Les lecteurs attentifs verront que les Pères ne font pas toujours usage des termes dans le même sens)  »

### L'exil volontaire
La pratique hésychaste consiste à acquérir la paix et le silence intérieurs et à s'isoler de l'affection des sens physiques. L'isolement peut être physique : c'est fuir le monde et son agitation. Mais cet isolement est vain, s'il n'aboutit pas à la capacité intérieure de se retirer en soi-même. Les hésychastes interprètent l'injonction du Christ dans l'Évangile de Matthieu : « Allez dans votre réduit pour prier », pour signifier qu'il est nécessaire de s'isoler des sens extérieurs et de se tourner vers l'intérieur.
Saint Jean Climaque prônait l'exil volontaire (troisième degré de l'Échelle sainte) comme une condition de la vie spirituelle : « L'exil volontaire, c'est l'abandon sans retour de tout ce qui, dans notre patrie, nous empêche d'atteindre le but de la piété ». « La retraite du monde, c'est une haine volontaire et un reniement de la nature, en vue de parvenir à ce qui est au-dessus de la nature. »

### La prière de Jésus et la prière du Cœur
Une forme de prière spécifique caractérise l'oraison hésychaste : cette forme consiste en l'invocation répétée du nom de Jésus au rythme de la respiration. Cette forme est appelée « prière de Jésus » car il s'agit de faire « descendre Jésus » dans le cœur, réceptacle du Saint-Esprit. Cette forme est privilégiée, car elle permet de rester en prière en permanence, tout le long du jour, au milieu des occupations du monde. Elle permet à la fois une présence continuelle à la prière et le souvenir perpétuel de Dieu. Cependant l'hésychasme ne peut être réduit à une méthode de prière. Il faut par ailleurs remarquer que la prière vocale n'est que la prémisse de la prière véritable, celle de l'union à Dieu, au-delà de toute parole. C'est cette dernière prière que l'orthodoxie nomme prière du cœur. 
Dans la solitude et retiré du monde, l’hésychaste répète la prière de Jésus : « Seigneur Jésus-Christ, fils de Dieu, fais-moi miséricorde, à moi pécheur. » Il est important de signaler que jamais l'hésychaste ne traite la prière de Jésus comme une formule magique, une chaîne de syllabes dont la signification serait secondaire ou peu importante. L’hésychaste doit s'efforcer de réciter la prière de Jésus en portant la plus grande attention à son sens, l'animant d'une intention réelle.
La tradition hésychaste insiste sur l'importance de la vigilance et de l’attention. L’hésychaste doit s’efforcer à une extrême attention à la fois à la conscience de son monde intérieur et à l'expression de la prière de Jésus, sans laisser son esprit vagabonder. Tout en maintenant sa pratique de la Prière de Jésus, qui devient comme naturelle et perpétuelle, récitée vingt-quatre heures par jour, l’hésychaste doit cultiver l'ascèse intérieure qu'est la sobre vigilance (nepsis) à l'égard de ses pensées. 
La prière de Jésus a été rapprochée, par plusieurs historiens des religions, de certaines pratiques du souffle orientales comme le mantra hindou ou le dhikr soufi. Voir, plus bas dans cet article, des détails sur le rapprochement de l'hésychasme avec ces prières orientales.
La prière hésychaste est une tradition chrétienne de prière où la participation du corps est importante. Saint Jean du Sinaï a écrit : « L'hésychaste est celui qui aspire à circonscrire l'incorporel dans une demeure corporelle, — suprême paradoxe. »

### La méthode hésychaste et les pratiques de méditation orientales
La pratique hésychaste peut, à première vue, être comparée – en raison de l'attention accordée aux postures du corps, au rythme de la respiration, à l'invocation perpétuelle – à la prière ou la méditation mystique des religions orientales (bouddhisme, hindouisme, jaïnisme, et en particulier avec le yoga) ou le soufisme. Cette ressemblance doit cependant être nuancée, d'autant plus qu'elle est parfois rejetée par ceux qui s’inscrivent dans la tradition mystique et orthodoxe de l’hésychasme. En effet, les postures corporelles et la maîtrise de la respiration sont considérées toutes deux comme secondaires par les héritiers modernes de la tradition hésychaste au mont Athos (cf. Starets Ephraim de Katounakia, édition grecque, p. 114) et par les plus anciens textes de la Philocalie (par exemple Sur les Deux méthodes de Prière de saint Grégoire du Sinaï), insistant sur le rôle primordial de la Grâce de Dieu qui précède et amène à leur plein accomplissement nos efforts. En aucun cas, l'hésychasme ne saurait être considéré comme une « méthode » permettant d'arriver à la déification par nos propres moyens.
Si les postures corporelles et la maîtrise de la respiration sont considérées comme secondaires, elles n'en ont pas moins leur importance. Saint Grégoire Palamas fit ainsi la défense de l'utilité de l'existence d'une telle méthode :

« Vois-tu, Frère, comment Jean Climaque a montré que ce n'est pas seulement d'une manière spirituelle, mais aussi d'une manière humaine, qu'il est possible d'éprouver combien ceux qui choisissent d'être vraiment à eux-mêmes et de porter dans l'homme intérieur le nom de moine, doivent tout à fait envoyer et maintenir l'intelligence (noûs) au-dedans du cœur ? Ainsi enseigner au novice à voir en eux-mêmes, et envoyer au-dedans, par l'inspiration, leur propre intelligence, n'est nullement déplacé. »

« Un homme de bon sens ne saurait, en effet, empêcher l'intelligence qui ne se contemple pas encore, de se recueillir elle-même par certains procédés. Ceux qui viennent d’entreprendre cette lutte voient continuellement leur esprit s’enfuir : à peine rassemblé ; il leur faut donc le ramener à eux tout aussi continuellement ; dans leur inexpérience, ils ne se rendent pas compte que rien au monde n’est plus difficile à contempler et plus mobile que l’esprit. C’est pourquoi certains leur recommandent de contrôler le va-et-vient du souffle et de le retenir un peu, afin de retenir aussi l’esprit en veillant sur la respiration jusqu’à ce qu’avec l’aide de Dieu ils aient progressé jusqu’à ce qu’ils aient interdit leur esprit à tout ce qui l’entoure et l’aient purifié, et qu’ils puissent le ramener véritablement à un recueillement unifié. Et l’on peut constater que c’est là un effet spontané de l’attention de l’esprit, car le va-et-vient du souffle devient paisible lors de toute réflexion intense, surtout chez ceux qui se trouvent, de corps et d’esprit, dans le repos... »

« Celui qui cherche à faire revenir son esprit en lui-même afin de le pousser non pas au mouvement en ligne droite (vers l’extérieur), mais au mouvement circulaire et infaillible (du retour sur lui-même), au lieu de promener son œil de-ci   de-là, comment ne tirerait-il pas grand profit à le fixer sur sa poitrine ou sur son nombril comme sur un point d’appui ? Car non seulement il se ramassera ainsi extérieurement sur lui-même, autant qu’il lui sera possible, conformément au   mouvement intérieur qu’il recherche pour son esprit, mais encore, en donnant une telle posture à son corps, il enverra vers l’intérieur du cœur la puissance de l’esprit qui s’écoule par la vue vers l’extérieur. »

La pratique hésychaste, telle qu'elle est enracinée dans la tradition orthodoxe, est par ailleurs pleinement intégrée à la vie liturgique et sacramentelle de l'Église orthodoxe, comme le cycle quotidien de la prière de l'Office divin et de la Divine Liturgie. Le détachement dans l'ascèse de la prière à l'égard toute vie ecclésiale fut d'ailleurs condamné, sous le nom de messalianisme, par des représentants importants de la tradition hésychaste comme saint Diadoque de Photicé (nous renvoyons à ce sujet à la partie historique de cet article). Si l’hésychaste limite ses activités extérieures afin de préserver sa prière, les prières liturgiques ne sont pas considérées comme des activités extérieures, mais au contraire comme un soutien à la prière intérieure. Il est ainsi toujours supposé, dans les textes hésychastes, que celui-ci est un membre de l'Église orthodoxe, et qu'il en respecte les prescriptions.

### Lanepsisou l’attention intérieure comme ascèse
Les hésychastes aiment à citer ce précepte du Deutéronome (4, 15) : « Prête attention à toi-même ! » Ils y voient l'injonction de conserver une vigilance permanente, avec cette autre phrase du Cantique des cantiques (5, 2) : « Je dors, mais mon cœur veille. »
Être libéré des passions n'est possible que par la connaissance de leur procédés. Cette connaissance consiste en une véritable médecine spirituelle. Cependant cette thérapeutique est impossible sans la vigilance de l'ascète à l'égard de ses propres pensées. C'est ainsi que saint Jean Climaque décrit la tâche de l'hésychaste : 

« Le chat surveille la souris et l'hésychaste guette la souris spirituelle. Ne traite pas cet exemple de futile ; ou alors, c'est que tu n'as pas encore connu l'hésychia. »

Puis, il décrit ainsi la pratique hésychaste :

« Installe-toi sur une hauteur et surveille-toi toi-même, si toutefois tu sais le faire ; tu verras alors comment les voleurs entrent pour dérober tes grappes de raison, quand ils le font, d'où ils viennent, combien et de quelles sortes ils sont.
Quand le veilleur est fatigué, il se lève pour prier, puis il se rassied et reprend courageusement son premier travail. »

Ce passage montre l'importance, pour Saint Jean Climaque et à sa suite, pour l'hésychasme, d'une ascèse spirituelle, d'une vigilance (Nepsis) permanente à l'égard de nos pensées (les mauvaises pensées, s'introduisant dans notre esprit étant les « voleurs »). La plupart des textes de la Philocalie traitent de cette vigilance et de l'analyse de ces pensées dont il faut apprendre à distinguer l'origine. Cette analyse « psychologique » (dans le sens d'une science de l'âme) doit beaucoup à la description par Évagre le Pontique, dans ses œuvres, des huit passions fondamentales.

### La thérapeutique des passions
Il ne s'agit pas seulement de condamner les passions comme autant de péchés, mais de s'en guérir. Cette médecine de l'âme n'est possible que par l'étude des causes et des formes que prennent les vices. La liste des huit passions fondamentales établie par Évagre et reprise par saint Jean Cassien, est la source de la liste des sept péchés capitaux. Ces huit vices fondamentaux ne sont donc pas les cas extrêmes des péchés (comment imaginer la gourmandise comme péché extrême, mortel ?), mais au contraire le fondement de tous les autres péchés, les racines même de cette maladie de l'âme qu'est le péché. Pécher en effet, ce n'est pas autre chose que dévier de son vrai but le désir (le terme grec traduit par péché et qu'utilisait saint Paul, hamartia, signifie : « manquer la cible »). 
La victoire sur le péché n'est possible que par une conversion intérieure à une autre richesse, comme l'exprime saint Jean Cassien :

« Nous ne pourrons jamais repousser les tentations de la gourmandise, si notre âme ne trouve pas, en s’appliquant à la contemplation divine, une joie plus grande dans l’amour des vertus et dans la beauté des choses célestes. Celui qui méprise comme périssables les choses présentes et qui regarde sans cesse celles qui sont immuables et éternelles, pourra déjà goûter en lui-même, quoiqu’il soit encore dans une terre fragile, le bonheur qui l’attend au ciel. »

Les passions ne sont pas nécessairement mauvaises : elles ont souvent leur place et leur utilité au sein de cette vie terrestre. C'est bien plutôt qu'il ne faut pas être dominé par elles et les rétablir dans leur usage auquel elles étaient destinées.
C'est ainsi que la colère ne doit pas s'exercer contre son prochain, mais il existe un juste usage de la colère : l'hésychaste se doit également d'user d’une colère extrêmement dirigée et contrôlée contre les pensées de tentation. Il en est de même de la tristesse, comme le souligne saint Grégoire de Nysse comme saint Jean Cassien ou encore saint Paul : il existe une bonne et une mauvaise tristesse. L'une est "la tristesse du monde, qui produit la mort" (saint Paul, 2 Co 7:10), l'autre est une "tristesse selon Dieu" (saint Paul, 2 Co 7:10). C'est ainsi que s'exprime saint Grégoire de Nysse : 

« Car de même que le plaisir est tantôt bestial et irrationnel, tantôt pur et immatériel, de même l’opposé du plaisir se divise en vice et en vertu. Il existe donc aussi une forme de deuil que l’on peut considérer comme heureux (cf. Mat. 5,4) et qu’il ne faut pas 					  rejeter si l’on veut acquérir (cf. 1 Tim. 4,4) la vertu; c’est le contraire de cet abattement qui est irrationnel et servile. (...) Car on est vraiment en deuil lorsque l’on perçoit ces biens que l’on a perdus par sa chute, et que l’on compare cette vie périssable et souillée à cette béatitude intacte dont on jouissait librement avant que l’on fasse de la liberté mauvais usage, en voyant que plus le deuil pèse pour une vie telle que celle-ci, plus vite on acquiert les biens que l’on désire. De fait, la perception de la perte de la beauté suscite un zèle ardent pour les biens désirés. »

« Puisqu’il existe aussi un deuil salutaire, ainsi que notre discours l’a offert en exemple, comprenez donc, vous qui êtes facilement portés à la passion de la tristesse, que nous ne condamnons pas la tristesse, mais que nous vous conseillons celle qui est bonne, plutôt que celle que nous blâmons. Ne vous attristez donc pas de « la tristesse du monde, qui produit la mort » (2 Co 7,10), comme le dit l’Apôtre, mais de « la tristesse selon Dieu » (2 Co 7,10), dont la fin est le salut de l’âme[46]. Car les larmes versées au hasard et en vain sur les morts peuvent même entraîner la condamnation de [68] celui qui gère mal ce qui est utile. De fait, si « celui qui a fait l’univers avec sagesse » (Ps. 103,24) a fixé dans notre nature cette disposition à la tristesse, afin qu’elle nous purifie du péché qui nous dominait auparavant et soit un viatique qui permette d’avoir part aux biens espérés, peut-être celui qui pleure en vain et inutilement sera-t-il accusé par son propre Maître comme, dans l’Évangile (cf. Luc 16,1sq), le mauvais intendant qui a dilapidé inutilement la richesse qui lui avait été confiée; car tout ce qui est utilisé en vue du bien est une richesse qui est comptée parmi les plus précieux des trésors. »

### La garde du Cœur
L’hésychaste s'efforce, selon le conseil des Pères, de faire descendre son esprit (ou intelligence, en grec ancien : νοῦς / noûs) dans son cœur. Si cette descente de l'esprit dans le cœur a pu être comprise d'une façon littérale et non métaphorique, comme se rapportant au cœur physique, ce qui est véritablement recherché, c'est le « lieu du cœur » comme lieu le plus intérieur de la personne, où s'unifie le corps et l'esprit. L'objectif, à ce stade, est de continuer la pratique de la prière de Jésus avec l'esprit dans le cœur, en ayant une pratique libre d'images et d'affections extérieures (voir Pros Theodoulon). Ce qui signifie que par l'exercice de la sobriété (l'ascèse mentale contre les pensées de tentation), l’hésychaste arrive à une pratique incessante, continuelle, de la prière de Jésus avec son esprit et dans son cœur, où sa conscience n'est plus occupée par l’apparition spontanée d’images : son esprit a une certaine immobilité et comme vide, ponctué seulement par la répétition incessante de la prière de Jésus.
Cette étape est appelée la garde du cœur. Il s'agit d'un stade très avancé de la pratique ascétique et spirituelle, et tenter d'y accéder prématurément, surtout avec des techniques psychophysiques, peut provoquer de très graves dangers spirituels et émotionnels. Saint Théophane le Reclus a déjà fait remarquer que la respiration et les postures corporelles techniques ont été pratiquement interdit dans sa jeunesse, puisqu'au lieu d'avoir l'Esprit de Dieu, les gens n'ont réussi seulement qu'« à ruiner leurs poumons ».
La garde de l'âme est l'objectif concret de l’hésychaste. Elle est un effort permanent jusqu’aux derniers instants. C’est dans la garde de l'esprit qu'il est porté à la contemplation par la grâce de Dieu.

### L'expérience de Dieu
Les hésychastes expérimentent généralement la contemplation de Dieu comme Lumière (la Lumière incréée dont parle saint Grégoire Palamas ou encore saint Syméon le Nouveau Théologien). Quand l'hésychaste, par la miséricorde de Dieu, vit une telle expérience, il n'y demeure pas pendant une durée très longue (sauf de rares exceptions, comme dans la Vie de saint Savas le Fou en Christ, écrite par saint Philotheos Kokkinos au XIVe siècle), mais il retourne dans l'état où il doit continuer d'exercer la garde du cœur.
La tradition orthodoxe met en garde contre toute recherche de l'extase comme fin en soi. L’hésychasme est une tradition complexe de pratiques ascétique ancrées dans la doctrine et la pratique de l'Église orthodoxe et destinés à purifier les membres de l'Église orthodoxe et à les préparer à rencontrer Dieu quand, et si Dieu le veut, et par la grâce de Dieu. Le but est d'acquérir, par le biais de la purification et de la Grâce, l' Esprit Saint et le salut. Tous états extatiques ou autres phénomènes inhabituels qui peuvent se produire dans le courant de la pratique hésychaste sont à l’égard de cette fin considérés comme secondaires et sans importance, voire dangereux. Bien plus, la recherche d'expériences « spirituelles » inhabituelles peut en elle-même causer beaucoup de tort, au détriment de l'âme et de l'esprit du chercheur. Une telle recherche d'expériences « spirituelles » peut conduire à l'illusion spirituelle (en russe prelest, en grec plans), - l'antonyme de la sobriété - dans laquelle une personne se croit déjà sainte, a des hallucinations et « voit » des Anges, le Christ, etc. Cet état d'illusion spirituelle est, d’une manière superficielle et égoïste, agréable, mais peut conduire à la folie et au suicide, et, d'après les pères hésychastes, rend impossible le salut véritable.

« Le Nom du Verbe incarné s'attache aux fonctions essentielles de l'être : il est présent dans le « cœur », il est lié au souffle. Il faut remarquer cependant que les grands spirituels orientaux de la « prière ininterrompue » sont unanimes à mettre en garde contre toute confusion de ce « souvenir de Jésus » et les effets que pourraient produire dans l'âme du chrétien la simple imagination. Jamais ce « souvenir » ne devient une « méditation » sur tel ou tel épisode de la vie du Christ, jamais le novice n'est appelé à se figurer une image extérieure à lui-même : c'est la présence de Jésus à l'intérieur de son être, à laquelle la vie sacramentelle donne une réalité pleine et existentielle, indépendante de l'imagination, que le moine est appelé à prendre en conscience. La vision lumineuse dont il pourra alors bénéficier ne sera donc ni un symbole, ni un effet de l'imagination, mais une théophanie aussi véritable que celle du Mont Thabor, puisqu'elle manifestera le même corps déifié du Christ. »

### De la nécessité d'un accompagnement spirituel
« Nous qui désirons sortir d'Égypte, échapper au pharaon et nous enfuir, nous avons absolument besoin de quelque Moïse comme médiateur entre Dieu et nous. Debout entre l'action et la contemplation, il tendra les mains vers Dieu, afin que, marchant sous sa conduite, nous puissions traverser la mer du péché et mettre en fuite l'Amalec des passions (Cf. Exode 17, 8-13). C'est pourquoi ils sont dans l'illusion, ceux qui se fient à eux-mêmes et pensent n'avoir besoin de personne pour les conduire. Ceux qui sont sortis d'Égypte avaient Moïse comme guide, et ceux qui s'enfuirent de Sodome un ange. »